# Peon III
Peon III - czterosylabowa stopa metryczna, złożona z dwóch sylab nieakcentowanych, jednej akcentowanej i jednej nieakcentowanej (w poezji greckiej: dwóch sylab krótkich, jednej długiej i jednej krótkiej).
Peon III bywa też (współcześnie) nazywany podwójnym trochejem (dytrochejem), gdyż często na jego pierwszą sylabę pada akcent poboczny.
Czyste wiersze peoniczne są w poezji polskiej bardzo rzadkie. Klarownym przykładem jest wiersz Brunona Jasieńskiego Panienki w lesie:
Zalistowiał cichosennie w cichopłaczu cicholas,
Jak chodziły nim panienki, pierwiośnianki, ekstazerki,
Kołysały się, schylały, rwały grzyby w bombonierki,
Atłasowe, żółte grzyby, te, co rosną tylko raz.
Rytm peoniczny jest też zauważalny w Elegii o chłopcu polskim Krzysztofa Kamila Baczyńskiego:
Oddzielili cię, syneczku, od snów, co jak motyl drżą,
haftowali ci, syneczku, smutne oczy rudą krwią,
malowali krajobrazy w żółte ściegi pożóg,
wyszywali wisielcami drzew płynące morze.